# Kissimmee River
Kissimmee River är en flod i södra Florida, USA.

## Flodsträckning
Kissimmee River uppstår i Osceola County, Florida som ett utflöde från East Lake Tohopekaliga och passerar genom Lake Tohopekaliga, Lake Cypress, Lake Hatchineha och Lake Kissimmee. Nedanför Lake Kissimmee, bildar floden gränsen mellan Osceola county och Polk County, mellan Highlands County och Okeechobee County, mellan Glades County och Okeechobee County innan den mynnar i Lake Okeechobee. Floden hade ursprungligen en längd av 216 kilometer och 166 km av dessa var mellan Lake Kissimmee och Lake Okeechobee. Den utgör källflödet av Kissimmee River-Lake Okeechobee - Everglades ekosystem.
Kissimmee Rivers avrinningsområde uppgår till 7 800 kvadratkilometer och ligger i anslutning till vattendelaren Östra Continental Divide, med avgränsningen till Miami Rivers avrinningsområde i norr, Withlacoochee Rivers i nordväst, Peace Rivers i väst och Lake Okeechobees i sydväst. Flodslätten ger hemvist åt en blandad grupp av sjöfåglar, vadarfåglar, fisk och andra vilda djur.

## Översvämningskontroll
1947 års myckna regnande i området orsakade kraftiga översvämningar i centrala och södra Florida. Florida begärde federal hjälp med att kontrollera floden gentemot framtida översvämningar och 1954 beslöt USA:s kongress en kanalisering av Kissimeefloden. Från 1962 till 1970 muddrade United States Army Corps of Engineers C-38 Canal ner i Kissimmee-dalen, vilket förkortade den ursprungliga 166 km långa distansen mellan Lake Kissimmee och Lake Okeechobee till bara 90 km. Senare har insikten kommit att detta projekt skadat floden och att det snabbare vattenflödet leder till stora miljöproblem i Kissimmee Valley och Lake Okeechobee. Ansträngningar pågår för att vända processen och återinföra många korvsjöar i floden som tidigare saktade ned vattnet.

## Effekter av kanalisering
Efter att flodfåran rätades har 160 kvadratkilometer av flodslätten nedanför Lake Kissimmee torkat ut, vilket har sänkt kvaliteten på fågelvattnets med nittio procent, och reducerat antalet olika hägrar och amerikansk ibisstork med två tredjedelar. Fångster av öringabborre i floden var genomgående sämre efter kanalisering. Medan Kissimmee före kanaliseringen på 70-talet inte var någon stor källa till förorening för Lake Okeechobee, bidrog den senare med ungefär 25 procent av kvävet och 20 procent av det fosfor som sjön tillförs.

## Restaurering

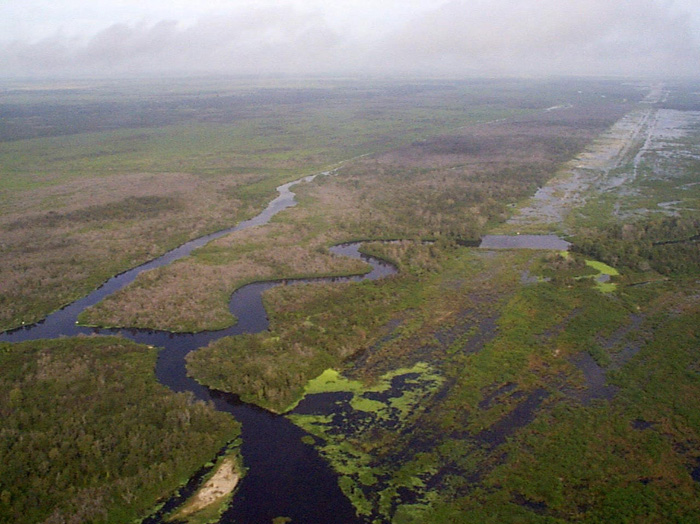
En sträckning av C-38 kanal, färdig 1971, som nu återfylls till en mer naturlig sträckning

Arbetet med att återställa Kissimmeefloden till dess ursprungliga flöde godkändes av kongressen 1992, och började med modifiering av källsjöarna. Tillsynsmyndigheten South Florida Water Management District hade år 2006 anskaffat tillräckligt med mark längs floden och i den övre kedjan av sjöar för att kunna slutföra en restaurering. Totalt kommer 70 kilometer av Kissimmees flodsträcka att återställas. United States Army Corps of Engineers hoppas nu att slutföra projektet under 2014.
En del av det tidigare djurlivet har redan återvänt till de restaurerade delar av floden. När översvämningarna började igen tog flera vattenlevande organismer igen förlorad mark och sandbankar har återuppstått. Medan träd som trivs i torra landskap börjar dö ut, börjar olika vilande våtväxter att åter föröka sig. Några arter som kan nämnas är: rosa trampörter, fräken, starr, säv, pilblad och pontederia. Översvämningar och ett kontinuerligt flöde ökar halten av löst syre i vattnet, vilket skapar nära nog perfekta förhållanden för vattenlevande ryggradslösa djur som insekter, mollusker, kräftor och sötvattensräkor. Detta, i sin tur, ökar fiskpopulationer och leder till en ökning av fågel- och alligatorpopulationer. Detta är en anledning till att den lyckade restaureringen av Kissimmeefloden lockar ett flertal ekologer från andra stater och länder.